# Johann Weber (Pädagoge)
Johann Weber (* Bischofswerda; † um 1613 in Grimma) war ein deutscher Pädagoge. Er war der vierte Rektor der kurfürstlichen Landesschule St. Augustin in Grimma.

## Leben
Johann Weber wurde als Sohn eines Ratsherren in Bischofswerda geboren. Er studierte zunächst an der Universität Leipzig und begab sich 1582 an die Universität in Wittenberg, wo er sich den akademischen Grad eines Magisters erwarb. Im Jahr 1583 war er Rektor in Mittweida. Später wurde er um 1585 Tertius (dritter Lehrer) an der Fürstenschule zu Grimma. Um 1590 wurde er Konrektor und schließlich war er 1610–1613 Rektor ebenda.
Er heiratete Katharina Seiffart, Tochter des Bürgermeisters von Bischofswerda Nicolaus Seiffart. Er wurde zusammen mit seiner Frau in der Klosterkirche Grimma begraben.

## Nachkommen
Aus der Ehe mit Katharina Seiffart gingen zwei Kinder hervor:
1. Nikolaus Weber (1599–1657)
2. Johann Weber (um 1600–1626)